# Altancecegijn Batceceg
Altancecegijn Batceceg (mong. Алтанцэцэгийн Батцэцэг; ur. 6 sierpnia 1994) – mongolska zapaśniczka walcząca w stylu wolnym. Zajęła jedenaste miejsce na mistrzostwach świata w 2014. Brązowa medalistka igrzysk azjatyckich w 2018. Wicemistrzyni Azji w 2019, 2020 i 2021; trzecia w 2018. Trzecia w Pucharze Świata w 2017 i 2018; czwarta w 2019. 
Zdobyła sześć medali w kategoriach juniorskich, w tym złoto MŚ juniorów w 2014 i srebro MŚ U-23 w 2017 roku.
Absolwentka Mongolian University of Science and Technology w Ułan Bator.